# Internet aux États-Unis

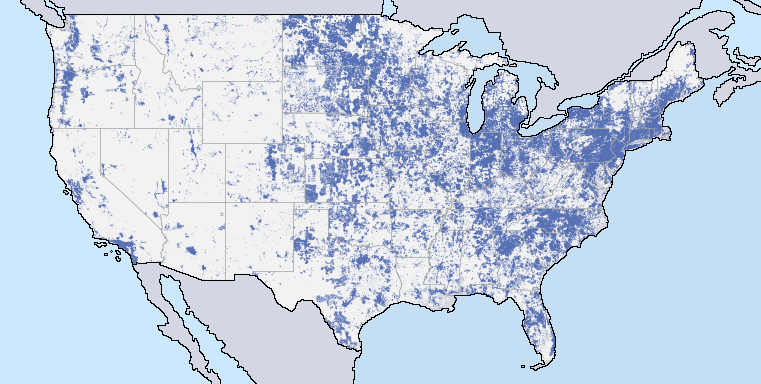
Disponibilité du haut-débit filaire (vitesse de téléchargement égale ou supérieure à 3 Mbit/s) en décembre 2012.

Internet est utilisé en 2013 par 84 % de la population américaine. C'est aux États-Unis que ARPANET, premier réseau à transfert de paquets  et ancêtre d'Internet, a été développé en 1969.

## Noms de domaines .us
Aux États-Unis, Neustar (sous contrat avec le département du Commerce des États-Unis) est responsable de la gestion des noms de domaine point-us. Des noms de domaines de second niveau sont également utilisés, spécifiques à chaque État (exemple : ak.us pour l'Alaska, az.us pour l'Arizona, ca.us pour la Californie, fl.us pour la Floride etc).
Ils sont cependant très peu utilisés par les organisations et sociétés commerciales américaines, au profit des .com, .org ou .net. Les institutions gouvernementales utilisent quant à elles des noms de domaine .gov.

## Statistiques d'utilisation
|       | Utilisateurs d'Internet | Utilisateurs d'Internet | Abonnés au haut-débit fixe (filaire) | Abonnés au haut-débit fixe (filaire) | Abonnés au haut-débit sans fil | Abonnés au haut-débit sans fil |
| Année | % de la population      | Rang mondial            | % de la population                   | Rang mondial                         | % de la population             | Rang OECD                      |
| ----- | ----------------------- | ----------------------- | ------------------------------------ | ------------------------------------ | ------------------------------ | ------------------------------ |
| 2013  | 84,2 %                  | 1/211                   | 28,5 %                               | 29/203                               | 100,7 %                        | 7/35                           |
| 2012  | 79,3 %                  | 28/211                  | 28,5 %                               | 26/198                               | 90,7 %                         | 6/35                           |
| 2011  | 69,7 %                  | 39/214                  | 27,5 %                               | 25/194                               | 78,3 %                         | 7/35                           |
| 2010  | 71,7 %                  | 30/209                  | 26,5 %                               | 28/203                               | 61,9 %                         | 7/35                           |
| 2009  | 71,0 %                  | 25/210                  | 25,3 %                               | 27/200                               | 46,8 %                         | 7/35                           |
| 2008  | 74,0 %                  | 17/210                  | 24,7 %                               | 24/197                               |                                |                                |
| 2007  | 75,0 %                  | 14/209                  | 23,1 %                               | 21/189                               |                                |                                |
| 2006  | 68,9 %                  | 17/206                  | 20,0 %                               | 22/173                               |                                |                                |
| 2005  | 68,0 %                  | 15/206                  | 17,2 %                               | 19/174                               |                                |                                |
| 2004  | 64,8 %                  | 14/204                  | 12,6 %                               | 17/151                               |                                |                                |
| 2003  | 61,7 %                  | 12/202                  | 9,5 %                                | 17/131                               |                                |                                |
| 2002  | 58,8 %                  | 13/207                  | 6,8 %                                | 13/109                               |                                |                                |
| 2001  | 49,1 %                  | 12/207                  | 4,4 %                                | 9/81                                 |                                |                                |
| 2000  | 43,1 %                  | 12/206                  | 2,5 %                                | 6/45                                 |                                |                                |

## Principaux fournisseurs d'accès Internet
| FAI                     | Abonnés[5] | Services[6]                                                                        |
| ----------------------- | ---------- | ---------------------------------------------------------------------------------- |
| Comcast                 | 18 147 000 | Haut-débit filaire jusqu'à 1 Gbit/s.                                               |
| AT&T                    | 16 427 000 | Accès DSL jusqu'à 6 Mbit/s et hybride DSL/accès fibre (U-Verse) jusqu'à 24 Mbit/s. |
| Time Warner             | 10 344 000 | Haut-débit filaire jusqu'à 50 Mbit/s.                                              |
| Verizon                 | 8 670 000  | Accès DSL de 0,5 à 15 Mbit/s et fibre (FiOS) de 15 à 500 Mbit/s.                   |
| CenturyLink             | 5 554 000  | Accès DSL et fibre à des vitesses allant jusqu'à 40 Mbit/s.                        |
| Cox (entreprise)        | 4 500 000  | Haut-débit filaire de 3 à 50 Mbit/s.                                               |
| Charter Communications  | 3 654 600  | Haut-débit filaire jusqu'à 60 Mbit/s.                                              |
| Cablevision             | 2 965 000  | Haut-débit filaire jusqu'à 101 Mbit/s.                                             |
| Earthlink               | 1 940 000  | Accès DSL jusqu'à 15 Mbit/s.                                                       |
| Frontier Communications | 1 735 000  | Accès DSL de 6 à 24 Mbit/s , 40 Mbit/s[7].                                         |
| Windstream              | 1 355 300  | Accès DSL de 3 à 12 Mbit/s.                                                        |

## Internet Tax Freedom Act
En 1998, la Internet Tax Freedom Act a été votée, imposant des taxes notamment sur le commerce électronique. Cette loi a été prolongée trois fois par le Congrès des États-Unis depuis son adoption initiale. L'extension la plus récente s'intitule la « Internet Tax Freedom Act Amendment Act of 2007 », promulguée le 1er novembre 2007 par George W. Bush.

## Protection de la vie privée
Dans les années 1990, les entreprises informatiques et les publicitaires ont exercé un lobbying auprès de l’administration Clinton pour réduire la protection de la vie privée au strict minimum, leur permettant de surveiller les utilisateurs à des fins commerciales.
Des entreprises de la Silicon Valley ont collaboré à une opération de la National Security Agency (NSA) dénommée « Endurig Security Framework ».